# Marsdenia pringlei
Marsdenia pringlei là một loài thực vật có hoa trong họ La bố ma. Loài này được S. Watson mô tả khoa học đầu tiên năm 1890.